# Erich Sprenger
Erich Sprenger (* 28. März 1954 in Triesenberg) ist ein liechtensteinischer Politiker der Vaterländischen Union (VU).

## Biografie
Sprenger machte eine Berufslehre als Industrieelektroniker, später liess er sich zum Treuhänder weiterbilden. Seit 1984 betreibt er ein eigenes Buchhaltungs- und Treuhandbüro. Von 1995 bis 2003 gehörte er dem Gemeinderat von Triesenberg an (ab 1999 als Vizevorsteher). Von 2001 bis 2005 war er Abgeordneter im Landtag des Fürstentums Liechtenstein (zeitweilig Mitglied der Finanzkommission). Seit 2007 ist Sprenger erneut Gemeinderat und Vizevorsteher von Triesenberg.
Sprenger ging am 3. Juli 1982 die Ehe mit Marina Sprenger (*26. Juli 1960) ein und wurde in den Folgejahren Vater von drei Kindern.